# De kapiteinsdochter

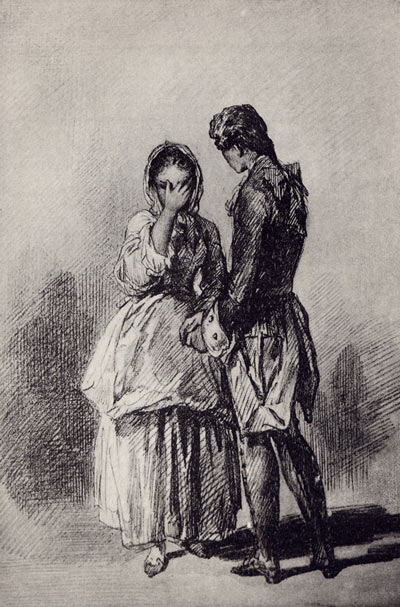
Masja en Petroesjka (illustratie van Pavel Sokolov uit 1860)

De kapiteinsdochter (Russisch: Капитанская дочка, Kapitanskaja dosjka) is een novelle van Aleksandr Poesjkin uit 1836. Het is een sleutelwerk van de Russische literatuur.

## Totstandkoming
Poesjkin heeft zich zorgvuldig gedocumenteerd voor de historische achtergrond van de roman, gevormd door de Poegatsjov-opstand in de Oeral. Hij reisde naar Kazan, Orenburg en Oeralsk om te spreken met ooggetuigen en deed archivalisch onderzoek in Sint-Petersburg. In de herfst van 1833 sloot hij zijn Geschiedenis van Poegatsjovs opstand af en begon hij te schrijven aan een novelle die dit materiaal als achtergrond gebruikte. Ze verscheen in 1836 in het tijdschrift Sovremennik.

## Verhaal
Poesjkin situeerde zijn verhaal in de periode 1771-1775, ten tijde van de grote boerenopstand tegen tsarin Catharina de Grote. De hoofdpersoon en ik-verteller, een jonge edelman genaamd Pjotr (Petroesja) Andrejevitsj Grinjov, bevindt zich in het fort Belogorskaja wanneer dit wordt bestormd door Jemeljan Poegatsjov, een rebellenleider die zich uitgeeft voor tsaar Peter III. Grinjov ontkomt aan de slachting met zijn geliefde Masja en het paar weet zich na veel peripetieën in veiligheid te brengen.

## Waardering
Nikolaj Gogol prees de afwezigheid van kunstgrepen in de roman en zei dat de werkelijkheid zelf er karikaturaal bij afstak.
Karel van het Reve noemde het boek een "onsterfelijk meesterwerk", ook al vond hij de held Grinjov en de heldin Masja helemaal niet uit de verf komen. Toch zit er een graad van realisme in De kapiteinsdochter: "sneller, feller, echter" dan Poesjkins voorbeeld Ivanhoe (1819). Daarnaast is het onmiskenbaar een idylle, waarvan de sprookjesachtige grimmigheid volgens Van het Reve teruggaat op Candide (1759). Naar zijn aanvoelen zit de kracht van het werk erin dat woorden en toon de werkelijkheid buitensluiten en tegelijk zeer levendig oproepen.

## Nederlandse vertalingen
- Feuilleton in de Preangerbode, 1902
- Wils Huisman, ca. 1941 (F.G. Kroonder)
- Alexander Salomon de Leeuw, 1948 (postuum)
- Hans Leerink, 1958 (Russische Bibliotheek)
- Hans Boland, 2013 (Papieren Tijger)

## Voetnoten
1. ↑  Sneller, feller en echter dan Ivanhoe, NRC Handelsblad, 29 mei 1987